# Akycha
Akycha é a deusa do Sol na mitologia inuíte, irmã do deus da Lua, Seqinek.